# 汤燕雯
汤燕雯（1962年—），汉族，中华人民共和国政治人物，第十届、第十一届全国政协委员。
担任江苏省工商联副主席、常州市总商会会长、慈善总会副会长。2008年，当选第十一届全国政协委员，代表中华全国妇女联合会，分入第十九组。